# Fort Bend County
Das Fort Bend County ist ein County im US-Bundesstaat Texas der Vereinigten Staaten. Das U.S. Census Bureau hat bei der Volkszählung 2020 eine Einwohnerzahl von 822.779 ermittelt. Der Sitz der Countyverwaltung (County Seat) befindet sich in Richmond.

## Geographie
Das County liegt südöstlich des geographischen Zentrums von Texas, gehört zur Houston–Sugar Land–Baytown Metropolitan Area und ist etwa 40 km vom Golf von Mexiko entfernt. Es hat eine Fläche von 2265 Quadratkilometern, wovon 30 Quadratkilometer Wasserfläche sind. Es grenzt im Uhrzeigersinn an folgende Countys: Waller County, Harris County, Brazoria County, Wharton County und Austin County.

## Geschichte
Fort Bend County wurde am 29. Dezember 1837 aus Teilen des Austin County, Brazoria County und Harris County gebildet. Benannt wurde es nach dem Fort Bend am Brazos River, das aufgrund der Lage an einer Biegung (englisch: “Bend”) dieses Flusses besagten Namen erhielt.
Sieben Bauwerke und Stätten des Countys sind im National Register of Historic Places (NRHP) eingetragen (Stand 23. Mai 2019).

## Demografische Daten

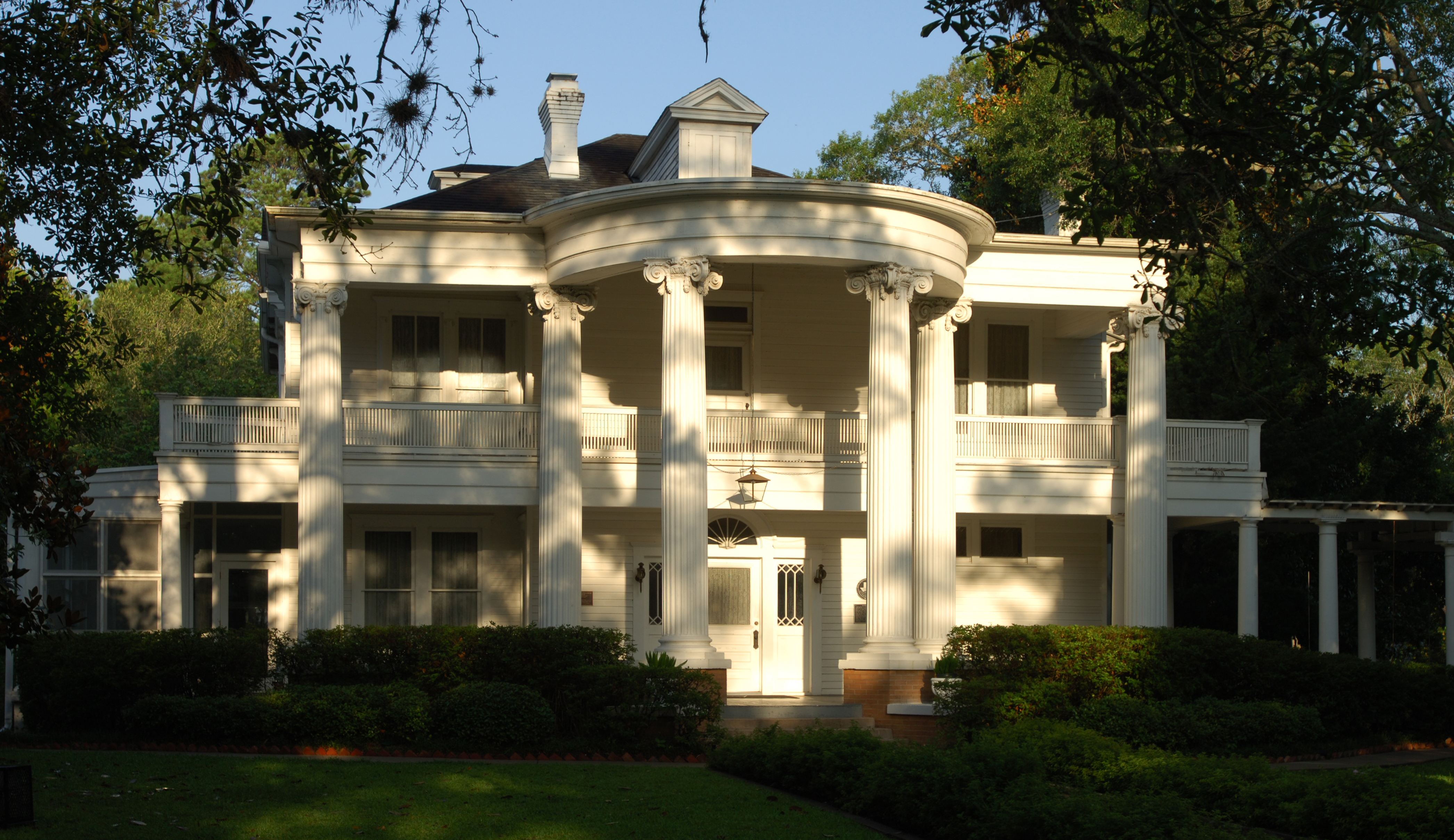
Das John M. and Lottie D. Moore House, gelistet im NRHP mit der Nr. 01000104

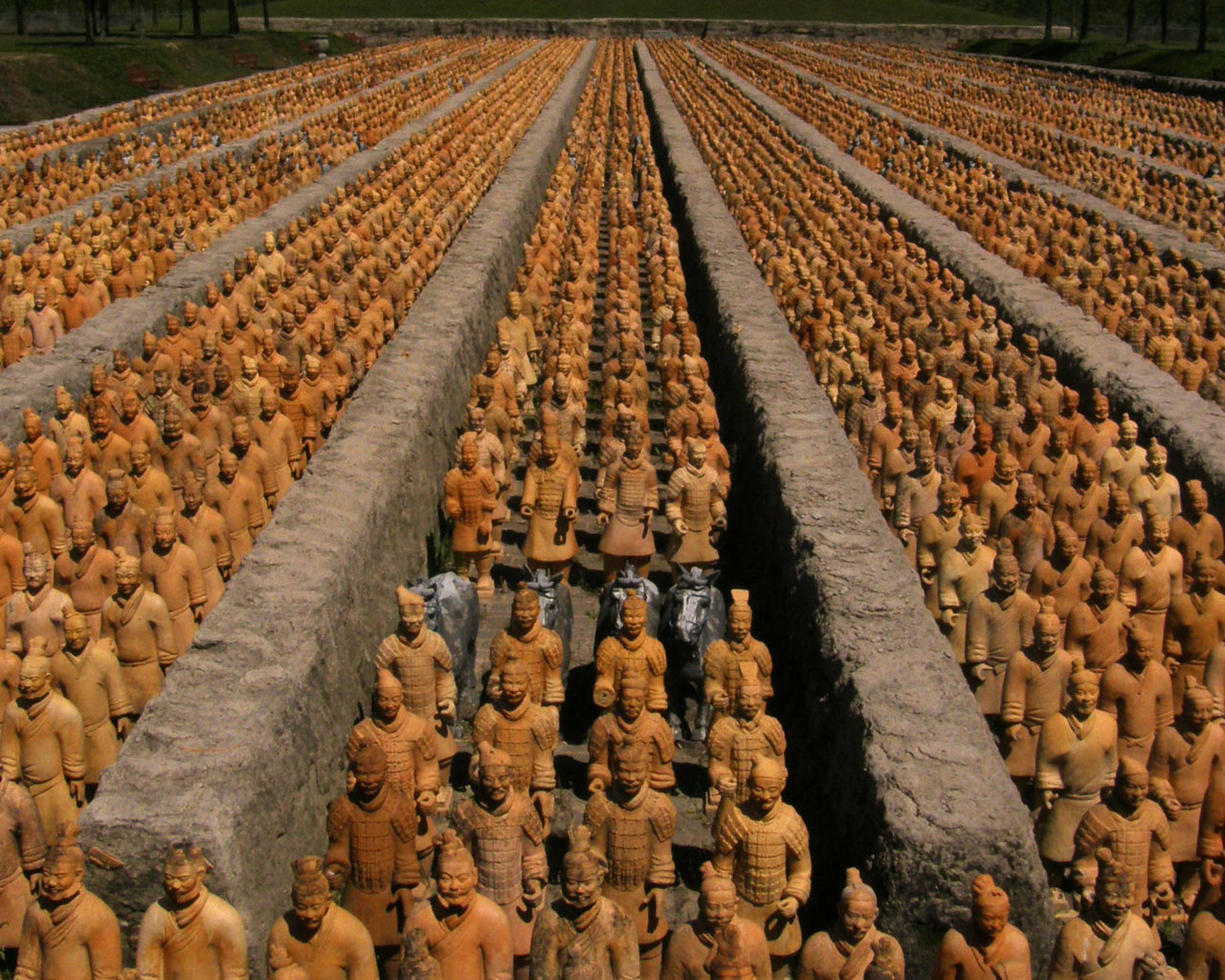
Nachbildung der Terrakottaarmee in den Forbidden Gardens

Nach der Volkszählung im Jahr 2000 lebten im Fort Bend County 354.452 Menschen in 110.915 Haushalten und 93.057 Familien. Die Bevölkerungsdichte betrug 156 Einwohner pro Quadratkilometer. Ethnisch betrachtet setzte sich die Bevölkerung zusammen aus 56,96 Prozent Weißen, 19,85 Prozent Afroamerikanern, 0,30 Prozent amerikanischen Ureinwohnern, 11,20 Prozent Asiaten, 0,04 Prozent Bewohnern aus dem pazifischen Inselraum und 9,10 Prozent aus anderen ethnischen Gruppen; 2,56 Prozent stammten von zwei oder mehr Ethnien ab. 21,12 Prozent der Einwohner waren spanischer oder lateinamerikanischer Abstammung.
Von den 110.915 Haushalten hatten 49,8 Prozent Kinder oder Jugendliche, die mit ihnen zusammen lebten. 68,8 Prozent waren verheiratete, zusammenlebende Paare 11,4 Prozent waren allein erziehende Mütter und 16,1 Prozent waren keine Familien. 13,5 Prozent waren Singlehaushalte und in 3,1 Prozent lebten Menschen im Alter von 65 Jahren oder darüber. Die durchschnittliche Haushaltsgröße betrug 3,14 und die durchschnittliche Familiengröße betrug 3,46 Personen.
32,0 Prozent der Bevölkerung war unter 18 Jahre alt, 7,6 Prozent zwischen 18 und 24, 32,3 Prozent zwischen 25 und 44, 22,4 Prozent zwischen 45 und 64 und 5,7 Prozent waren 65 Jahre alt oder älter. Das Medianalter betrug 33 Jahre. Auf 100 weibliche Personen kamen 99,1 männliche Personen und auf 100 Frauen im Alter von 18 Jahren oder darüber kamen 96,3 Männer.
Das jährliche Durchschnittseinkommen eines Haushalts betrug 63.831 USD, das Durchschnittseinkommen einer Familie betrug 69.781 USD. Männer hatten ein Durchschnittseinkommen von 47.979 USD, Frauen 32.661 USD. Das Prokopfeinkommen betrug 24.985 USD. 5,5 Prozent der Familien und 7,1 Prozent der Einwohner lebten unterhalb der Armutsgrenze.

## Orte im County
- Arcola
- Arcola Junction
- Beasley
- Booth
- Cinco Ranch
- Clodine
- Crabb
- Cumings
- Dewalt
- Duke
- Fairchilds
- Fifth Street
- First Colony
- Foster
- Four Corners
- Fresno
- Fulshear
- Greatwood
- Guy
- Hawdon
- Herbert
- Houston
- Juliff
- Katy
- Kendleton
- Long Point
- McHattie
- Meadows Place
- Mission Bend
- Missouri City
- Needville
- New Territory
- Orchard
- Paynes
- Pearland
- Pecan Grove
- Pleak
- Pleasant Hill
- Powell Point
- Richmond
- Rosenberg
- Sienna Plantation
- Simonton
- Smada
- Stafford
- Sugar Land
- Tavener
- Thompsons
- Town West
- Trammels
- Weston Lakes